# Deep Silver
Deep Silver è un'azienda austriaca dedita allo sviluppo e alla pubblicazione di videogiochi, fondata nel 2002 da Craig McNichol; fin dalla sua fondazione, fa parte del gruppo Plaion (precedentemente noto come Koch Media).

## Videogiochi
- 7 Million (PC)
- Anno 1701 (PC)
- Buddy Inglese (NDS)
- CrossworDS (NDS)
- Cursed Mountain (Wii)
- Dawn of Magic (PC)
- Dead Island (PC, Xbox 360, PS3)
- Dead Island Riptide (PC, Xbox 360, PS3)
- Dead Island 2 (PC, PlayStation 4, PlayStation 5, Xbox One, Xbox Serie X)
- Gothic 3 (PC)
- Heroes Of Annihilated Empires (PC)
- Homefront: The Revolution (PC, Xbox One, PS4)
- Horse Life (NDS)
- Horse Life 2 (NDS, Wii)
- Il Mio Oroscopo (NDS)
- Iron Harvest (PC, PS4, Xbox One) (editore)
- Linea Let's Play (NDS)
- Line Rider Freestyle (PC, NDS, Wii)
- Mage Knight - Apocalypse (PC)
- Metro: Last Light (PC, Xbox3 60, PS3)
- Metro - Redux (PC, Xbox One, PS4)
- Mondadori – Dizionario di base di inglese (NDS)
- Mytran Wars (PSP)
- Panzer Elite Action (PC, PS2, Xbox)
- Paraworld Gold (PC)
- Perry Rhodan – Myth of the Illochim (PC)
- Prison Break: The Conspiracy (Xbox 360, PS3, PC)
- Ride to Hell: Retribution (Xbox 360, PS3, PC)
- Risen (Xbox 360, PC)
- Risen 2: Dark Waters (PS3, Xbox 360, PC)
- Risen 3: Titan Lords (PS3, Xbox 360, PC)
- Rush for Berlin Gold (PC)
- Ryse: Son of Rome (PC)
- Sacred 2 - Fallen Angel (PC, Xbox 360, PS3)
- Saints Row IV (PC, PlayStation 3, Xbox 360)
- Secret Files: Il mistero di Tunguska (PC, Wii, NDS)
- Secret Files 2: Puritas Cordis (PC, NDS, Wii)
- Shenmue III (PC, PS4)
- Singles: Flirt Up Your Life (PC)
- Singles 2: Triple Trouble - Cuori in affitto (PC)
- Spellforce 2 Gold (PC)
- S.T.A.L.K.E.R.: Clear Sky (PC)
- Street Football (NDS)
- The Dark Eye: Chains of Satinav (PC)
- The Fast and the Furious Tokyo Drift (PSP)
- The Guild 2 Gold (PC)
- The Whispered World (PC)
- This War of Mine (Windows, OS X, Linux)
- TrackMania Nations ESWC (PC)
- Trackmania Sunrise (PC)
- TrackMania United Forever (PC)
- Warhammer - Battle March (Xbox 360)
- Warhammer - Mark of Chaos (PC)
- Warhammer - Mark of Chaos - Battle March (PC)
- Chi Vuol Essere Milionario? - Le Edizioni Speciali (PC, Xbox 360, PlayStation 3)
- Wildlife Park 2 Crazy Zoo Edizione Gold (PC)
- Wildlife Park 2 Horses (PC)
- Wildlife Park 2 Marine World (PC)
- World Snooker Championship 2007/2008 (NDS)
- World Snooker Championship Real 2009 (Multi)
- X³: Reunion 2.0 (PC)
- X³: Terran Conflict (PC)
- Dreamfall Chapters (PC, PS4, Xbox One)